# 山田基博
山田 基博（やまだ もとひろ、1918年 - 2012年）は日本の技術者。

## 経歴
- 1918年 北海道、名寄市に生まれる
- 1938年 稚内の漁村に風力発電機を設置
- 1949年 札幌で(株)山田風力電設工業所を設立
- 1981年 黄綬褒章を授与された

## 業績
累計1万台以上の山田風車が製造され、北海道はもとより、国内外の各地に設置されたが、各地の電化が進むにつれて、1960年代にはその役割を終えた。この数はウィンドファームが設置されている現在の日本国内での設置台数よりも多い。数々の特許を取得した。風トピアで実験の結果、弱風から発電を開始して、強風では独特の構造で風を避け、発電効率が高く、耐久性にも優れ、輸入機より高性能であることが実証された。当時製造された風力発電機は現在の基準でも遜色ない水準で費用対効果に優れていた。